# Yangwu
Yangwu (chiń. upr. 扬武; chiń. trad. 揚武; pinyin Yángwǔ) – chińska korweta parowa z końca XIX wieku, która zatonęła w bitwie pod Fuzhou.

## Konstrukcja
Drewniana korweta z pełnym omasztowaniem i ożaglowaniem typu trójmasztowej fregaty, największy okręt zbudowany w latach 1870. w stoczni w Fuzhou. Budowa kosztowała 254 tys. taeli. Wyposażona była jedną maszyną parową napędzającą jedną śrubę; dym odprowadzał składany komin. Maszyna i kocioł skonstruowane zostały w Glasgow. Określana czasem mianem krążownika.
Uzbrojenie okrętu składało się z odprzodowych armat Whitwortha, jednej 150-funtowej (kal. 7,5 cala, 7,5 tony), ośmiu 70-funtowych (3,5 t) i dwóch 24-funtowych. Conway's... wymienia tylko działo 7,5 cala i 2 armaty 6,3 cala (podaje też większą wyporność – 1608 t).

## Służba
Zbudowana pierwotnie dla flotylli Fujianu, służyła tam jako okręt szkolny. Jej dowódcami byli, pochodzący z Royal Navy, kapitanowie Luxmore i Tracey. W 1872 odbyła podróż do Japonii.
W 1884, w czasie wojny  chińsko-francuskiej była okrętem flagowym flotylli Fujian; korwetą dowodził wówczas kapitan Zhang Cheng. Jako największy okręt chiński była głównym celem francuskiego ataku podczas bitwy pod Fuzhou. Zaraz na jej początku została storpedowana przez torpedowiec No. 46, a następnie rozstrzelana przez francuskie krążowniki.

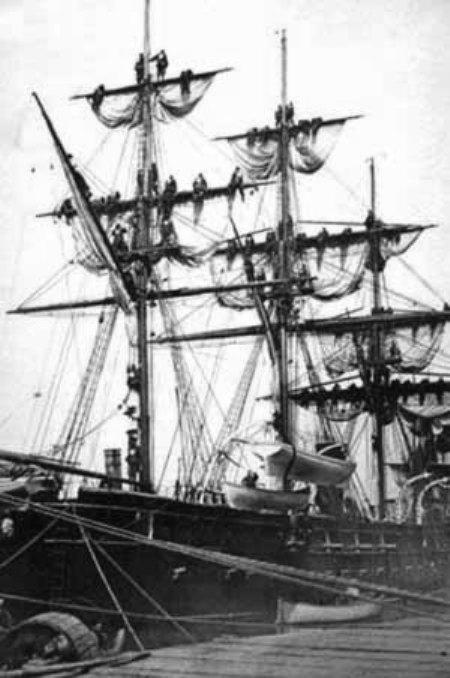
Marynarze na masztach Yangwu.
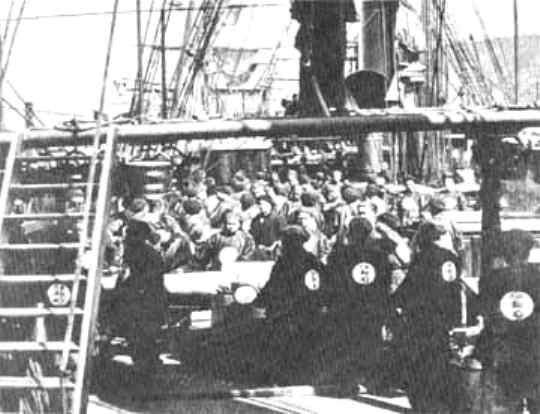
...i na jej pokładzie
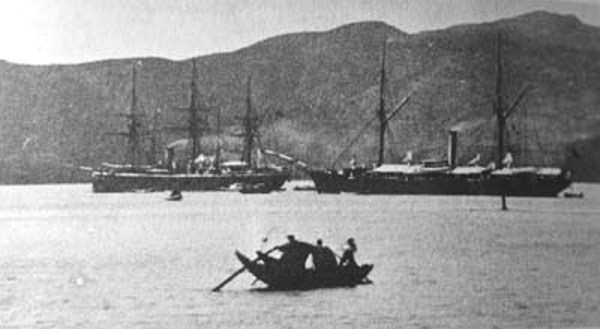
Yangwu (po lewej) i kanonierka Fuxing na tle arsenału Fuzhou, wieczorem w przeddzień bitwy pod Fuzhou
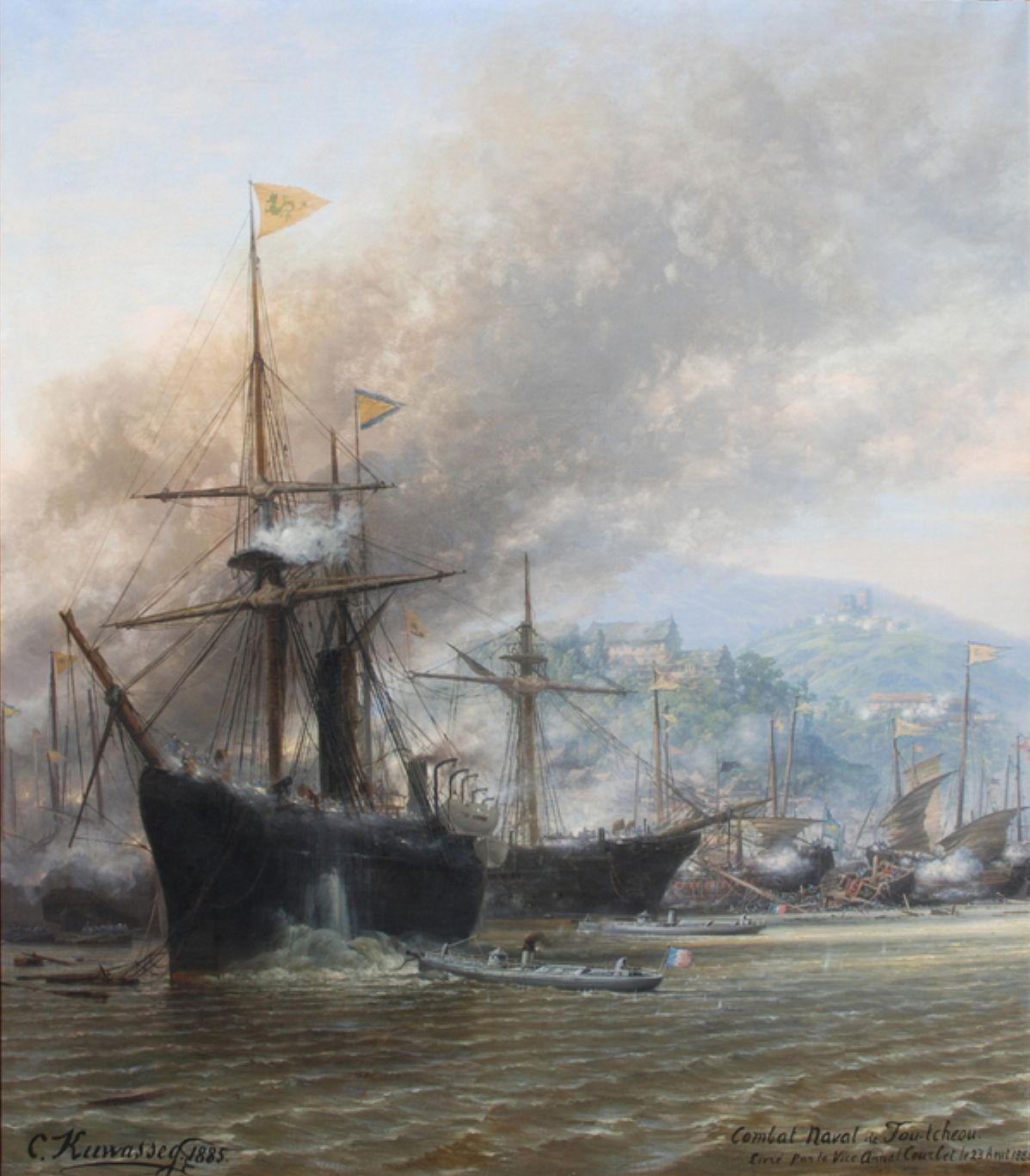
Torpedowiec nr 46 atakujący Yangwu
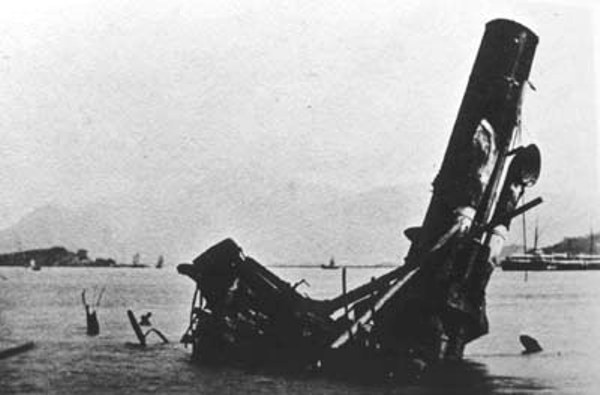
Wrak Yangwu po bitwie pod Fuzhou.